# Ильиновка (Покровский сельсовет)
Ильиновка (баш. Ильиновка) — деревня в Федоровском районе Республики Башкортостан Российской Федерации. Входит в состав Покровского сельсовета. 

## География

### Географическое положение
Расстояние до:
- районного центра (Фёдоровка): 21 км,
- центра сельсовета (Покровка): 1 км,
- ближайшей ж/д станции (Мелеуз): 81 км.

## Население
| 2002 | 2009 | 2010 |
| ---- | ---- | ---- |
| 45   | →45  | ↘32  |